# Granatenwerfer 16
Il kleine Granatenwerfer 16 o Gr.W.16 ("piccolo lanciagranate modello 1916") era un mortaio 
da fanteria utilizzato dagli Imperi centrali durante la prima guerra mondiale. Venne progettato da un prete ungherese, tale padre Vécer e venne impiegato per la prima volta dall'Imperiale e regio esercito nel 1915, con il nomignolo "Priesterwerfers", lanciatore del prete. Nel 1916 la Germania iniziò la produzione su licenza di una versione modificata per l'Esercito imperiale.

## Storia

### Sviluppo

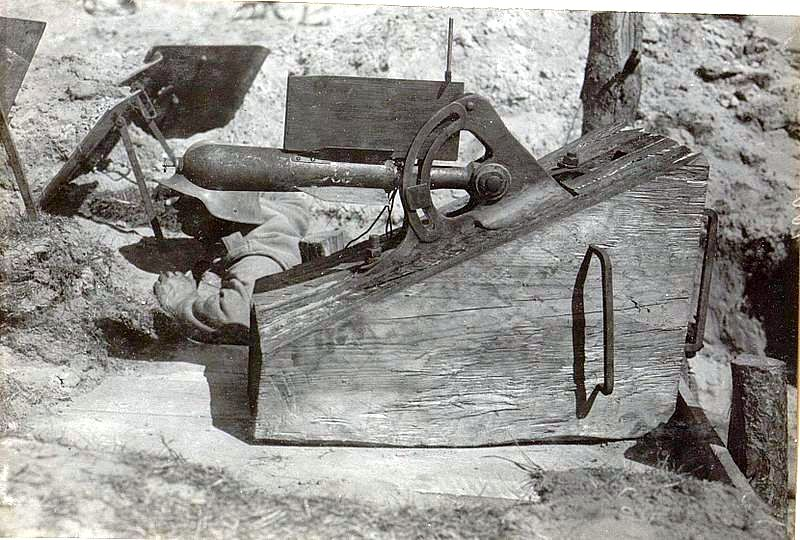
Un Granatenwerfer 16 austriaco pronto al tiro diretto

Prima della Grande Guerra la maggioranza dei pianificatori militari era legata al concetto di una guerra offensiva di movimento, che in un'epoca precedente alla meccanizzazione doveva incentrarsi sulla cavalleria, supportata dall'artiglieria a cavallo che avrebbe sparato shrapnel su formazioni di truppe allo scoperto. In quella che invece divenne subito una guerra di trincea i leggeri cannoni campali, progettati per il tiro diretto, avevano un limitato angolo di elevazione e non erano capaci di effettuare il tiro indiretto necessario per battere le posizioni trincerate nemiche.
Un semplice espediente era quello di aumentare l'elevazione posizionando il cannone ai margini di una buca ma il peso e le dimensioni dei cannoni erano eccessivi e gli animali da soma non riuscivano a spostarli nelle trincee o nel fango dei crateri di bomba della terra di nessuno. Una cosa che i teorici militari non avevano previsto era che mine, trincee, filo spinato e nidi di mitragliatrici avrebbero impedito qualsiasi mobilità e che, mentre il fronte occidentale stagnava nella guerra di trincea, i leggeri cannoni campali con i quali erano entrati in guerra iniziavano a dimostrare tutti i propri limiti.
Spesso i difensori attendevano la fine della preparazione d'artiglieria in profondi rifugi rinforzati e, una volta terminato il bombardamento, riprendevano le loro posizioni nelle trincee e nei nidi di mitragliatrici in attesa dell'attacco nemico attraverso la terra di nessuno. Il filo spinato veniva spesso utilizzato per canalizzare gli attaccanti lontano da punti vulnerabili delle trincee dei difensori verso aree predefinite battute dal fuoco incrociato delle mitragliatrici o della propria artiglieria. Le postazioni delle mitragliatrici erano a cielo chiuso, realizzate con sacchi di sabbia, legname, lamiere ondulate e calcestruzzo, offrendo all'attaccante una piccola feritoia orizzontale all'altezza della vita. Le fanterie attaccanti dovevano avvicinarsi a queste posizioni sotto il fuoco e distruggerle a colpi di fucile, bombe a mano e lanciafiamme.
Uno dei problemi degli attaccanti era quindi la mancanza di un'artigliera leggera, trasportabile, semplice ed economica che potesse essere portata al seguito dei reparti di fanteria per investire i nidi di mitragliatrici con il tiro diretto e per battere le truppe trincerate con il tiro curvo. All'inizio gli eserciti sperimentarono balestre, catapulte e fionde per lanciare bombe a mano con scarso successo. Alla fine, la maggior parte dei combattenti si concentrò su bombe a mano, granate da fucile e mortai da trincea. Tuttavia vi era una zona di confine tra bombe a mano e mortai da trincea dove si situava il Granatenwerfer 16.

### Produzione
Il predecessore "Granatenwerfer 15" era una copia del progetto originale austro-ungarico prodotta nel 1915. Le granate erano leggermente più ampie di diametro, più arrotondate e avevano alette stabilizzatrici differenti. Il Granatenwerfer 16 non richiedeva materiali costosi o macchinari di precisione per la produzione, cosicché poteva essere prodotto da aziende dotate di semplici attrezzature per la fusione e forgiatura, abituate a tolleranze piuttosto ampie. Ogni produttore realizzava armi leggermente diverse in alcuni particolari, ma tutte potevano sparare lo stesso munizionamento.

## Tecnica

### Descrizione

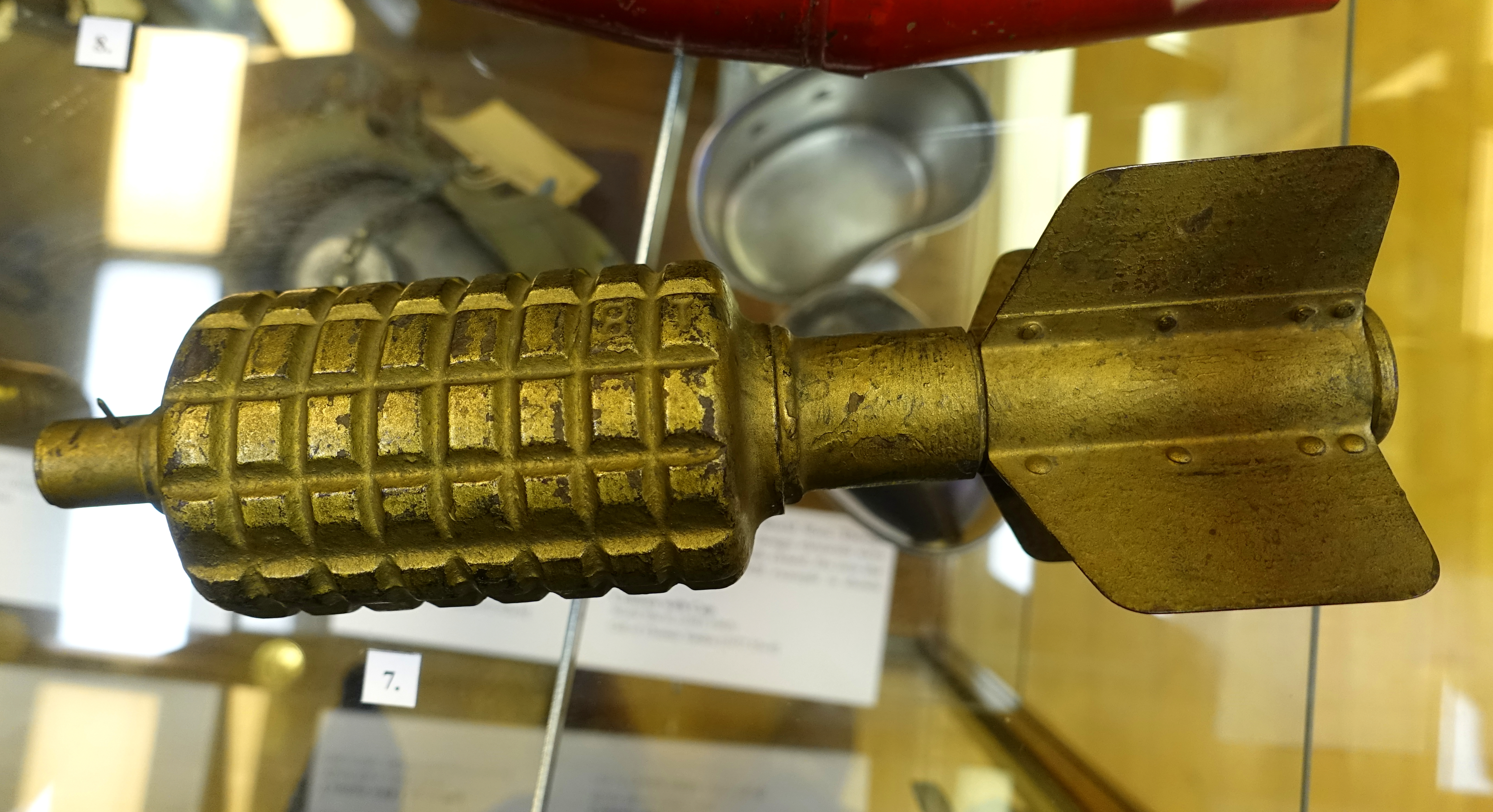
La granata ad alto esplosivo a frammentazione

Il Granatenwerfer 16 era un tipo di mortaio spigot. Diversamente dai mortai ad avancarica tipo Stokes o Brandt, nei quali il proietto veniva fatto scivolare nella canna dalla volata fino ad urtare il percussore su fondo della culatta, il Gr.W. 16 aveva una corta canna metallica piena, fissata alla base e regolabile in elevazione e brandeggio. Il pezzo era operato da due uomini, un cannoniere e un servente caricatore. Il proietto era simile nella forma e nelle dimensioni a una bomba a mano, con un codolo cavo dotato di alette di stabilizzazione, che veniva inserito sulla canna spigot. L'arma era abbastanza leggera da poter essere trasportata al seguito attraverso la terra di nessuno, a differenza di altre armi mortai quali il 7,58 cm leichter Minenwerfer, pesante 147 kg, e il 17 cm mittlerer Minenwerfer da 483 kg, troppo pesanti per poter attraversare facilmente terreni rotti. Essa veniva scomposta in due carichi, la bocca da fuoco (24 kg) e la piastra d'appoggio (16 kg).

### Munizionamento
Il Gr.W.16 poteva sparare differenti tipi di granate, quali fumogene, ad alto esplosivo, illuminanti e anche da propaganda per lo spargimento di volantini. Ma il più comune era il proietto a frammentazione ad alto esplosivo, pesante 1,8 kg con una carica di 400 g di esplosivo, gittata minima di 50 m e massima di 460 m. Per paragone, le granate da fucile da 450–680 g potevano essere lanciate a una distanza massima di 160–180 m. Quando utilizzata per il tiro diretto, la granata copriva con i suoi frammenti metallici un'area larga 5 m e lunga 50 m; con il tiro indiretto, più preciso, le schegge investivano un'area di 30 m². Il Gr.W. 16 veniva tendenzialmente usato per il tiro anti-personale mentre i più pesanti mortai da trincea distruggevano i rifugi e i reticolati nemici.

### Procedura di fuoco

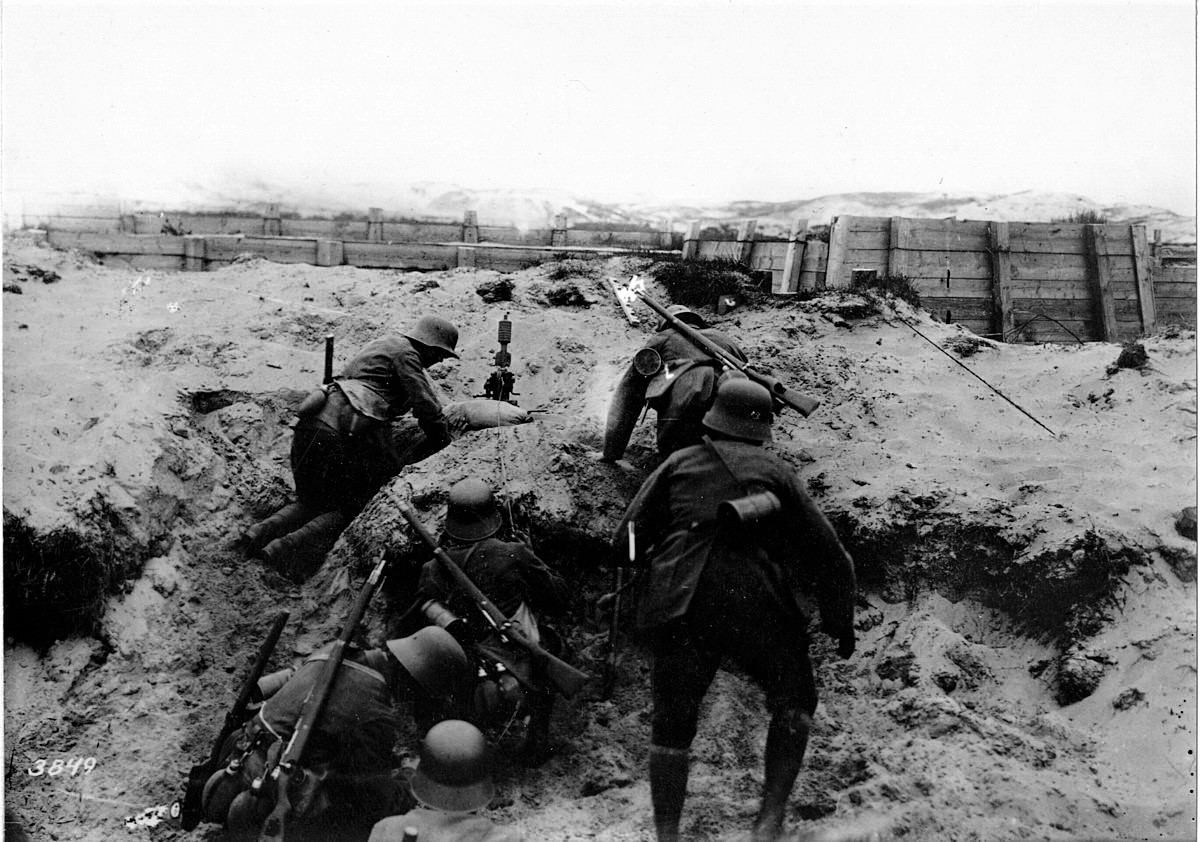
Fiandre: un Granatenwerfer 16 azionato da soldati di un Seebataillon in esercitazione (1917)

Per sparare, il cannoniere regolava l'elevazione dello spigot sulla distanza e la direzione del bersaglio, armava il meccanismo di sparo e ruotava la leva della sicura sulla posizione di sicura. Il caricatore inseriva la spoletta a contatto sulla punta della granata, inseriva la granata sulla canna spigot, rimuoveva lo spinotto di sicurezza della spoletta e allora il cannoniere poteva sparare tirando un cordino che faceva detonare una cartuccia a salve da 7,92 mm alla base della granata. A causa del rinculo, gli operatori dovevano posizionarsi sul lato sinistro in modo che il cannoniere potesse tenere sotto controllo le tacche di elevazione e brandeggio. Serventi ben addestrati potevano tirare 4-5 colpi al minuto o 250-300 colpi per ora.
Un vantaggio del Gr.W. 16 era che risultava silenzioso rispetto ad altre armi. Il soprannome francese della granata era "piccione" o "tortora" perché in volo emetteva un tipico ronzio, spesso non udibile fino a quando non era direttamente sopra l'obiettivo, lasciando poco tempo per mettersi al riparo. La leggerezza, la bassa velocità e la sensibilità della spoletta impedivano alla granata di affondare nel terreno soffice, cosa che avrebbe ridotto l'efficacia dei frammenti. Nel 1917 venne sviluppata una nuova granata rimbalzante, dotata di una piccola carica esplosiva in punta che a contatto col terreno esplodeva proiettando in aria la bomba all'altezza di 1 metro, aumentando il raggio d'azione dell'esplosione.
L'arma era schierata normalmente nella prima o seconda linea di trincee. L'organizzazione più efficiente era su 4 pezzi per ogni settore di fronte tenuto da una compagnia. I pezzi erano distanziati normalmente a 18 metri l'uno dall'altro, in modo che un singolo colpo nemico di controbatteria non ne avrebbe distrutti più di due e perché il comandante di batteria avrebbe avuto difficoltà a comandare più di quattro pezzi con comandi a voce e segnali visivi. I Gr.W. 16 dovevano essere usati per ingaggiare le truppe che riemergevano dai rifugi dopo il fuoco di preparazione di armi più pesanti. L'arma aveva una cadenza di tiro e una precisione sufficienti a saturare di fuoco le trincee nemiche, costringendo il nemico a rimanere al coperto mentre gli attaccanti attraversavano indisturbati la terra di nessuno e arrivavano alle trincee nemiche prima che i difensori avessero tempo di reagire.

## Equivalenti alleati
Gli Alleati furono privi di un equivalente diretto del Granatenwerfer 16 per la maggior parte della guerra. Tuttavia, nel 1917 i francesi introdussero la bombarda Garnier, un mortaio da sbarramento a otto canne spigot. Le granate della bombarda Garnier erano molto simili a quelle del pezzo austro-ungarico ed erano propulse da una cartuccia a salve sparata dal meccanismo di fucile Gras Mle 1874.